# انچاکونا
انچاکونا (به انگلیسی: Anchukunnu) یک منطقهٔ مسکونی در هند است که در کرالا واقع شده‌است.

## خصوصیات
انچاکونا ۱۸٬۰۴۹ نفر جمعیت دارد.